# Gymnomitrion mucronulatum
Gymnomitrion mucronulatum là một loài rêu tản trong họ Gymnomitriaceae. Loài này được (N. Kitag.) N. Kitag. miêu tả khoa học lần đầu tiên năm 1962.